# 去年煙花特別多

電影《去年煙花特別多》以黑衛士兵團士兵執行降旗任務時「走光」的鏡頭作結

《去年煙花特別多》（英語：The Longest Summer）是香港導演陳果自編自導的電影，與《香港製造》和《細路祥》合稱「九七三部曲」，是香港電影中少有地以香港主權移交及華裔英兵作為故事背景的作品。戲中除了出現不少政治諷刺的對白外，還穿插了主權移交儀式、解放軍入城、青馬大橋通車等真實片段。

## 片名
片名的「去年」是指1997年，當年香港一共有六次的大型煙花匯演（往年一般只有農曆賀歲一次），包括：
- 屯門除夕煙花匯演（1月1日）
- 農曆賀歲煙花匯演（2月8日）
- 青嶼幹線開幕典禮煙花匯演（4月27日）
- 香港主權移交政權交接儀式煙花匯演（6月30日）
- 慶祝香港特別行政區成立維港大匯演（7月1日）
- 慶祝中華人民共和國成立48周年國慶煙花匯演（10月1日）

## 劇情簡介
1997年，英國對香港的統治即將結束，香港軍事服務團正式解散。其中一班退役的軍人找工作時處處碰壁，心中滿腔怨憤，找不到出路的他們竟決定在回歸前夕打劫銀行。這幫軍人的頭目，主角家賢甚至加入了其弟的黑幫，但卻被黑幫所出賣。

## 角色
- 何华超 饰 吴家贤（吴家璇之兄）
- 谷祖琳 饰 何小珍
- 李灿森 饰 吴家璇（吴家贤之弟）
- 黎志豪 饰 Gary
- 林锡坚 饰 Bobby
- 李莉 饰 露絲
- 吴嘉骏 饰 劉雲
- 彭亦威 饰 何彭
- 陈生 饰 何小榮
- 张醒超 饰 張Sir
- 刘国伟 饰 買槍偉

## 獎項及提名
| 頒獎典禮                  | 獎項             | 名單                                                      | 結果 |
| ------------------------- | ---------------- | --------------------------------------------------------- | ---- |
| 第5屆香港電影評論學會大獎 | 最佳電影         | 不適用                                                    | 提名 |
| 第5屆香港電影評論學會大獎 | 最佳導演         | 陳果                                                      | 提名 |
| 第5屆香港電影評論學會大獎 | 推薦電影         | 不適用                                                    | 獲獎 |
| 第18屆香港電影金像獎      | 最佳電影         | 不適用                                                    | 提名 |
| 第18屆香港電影金像獎      | 最佳導演         | 陳果                                                      | 提名 |
| 第18屆香港電影金像獎      | 最佳編劇         | 陳果                                                      | 提名 |
| 第18屆香港電影金像獎      | 最佳男配角       | 李灿森                                                    | 提名 |
| 第18屆香港電影金像獎      | 最佳新演員       | 谷祖琳                                                    | 提名 |
| 第18屆香港電影金像獎      | 最佳新演員       | 何華超                                                    | 提名 |
| 第18屆香港電影金像獎      | 最佳原創音樂     | 林華全、畢國智                                            | 提名 |
| 第18屆香港電影金像獎      | 最佳原創電影歌曲 | 《去年煙花特別多》 作曲：林華全 填詞：林華全 主唱：劉德華 | 提名 |
| 第36屆金馬獎              | 最佳原創電影歌曲 | 《去年煙花特別多》 詞：林華全 曲：林華全                  | 提名 |